# 마일스 뎀프시
마일스 크리스토퍼 뎀프시(1896.12.15 – 1969.6.5) 경은 영국군의 중요 장교로써 제2차 세계 대전의 노르망디 상륙과 이후의 서부 전선에서 영국 제2군을 맡았던 인물이다.

## 젊은 시절
뎀프시는 1896년 12월 잉글랜드에서 태어나 1914년 크리켓 팀의 대장이 되었던 스류뷰리 학교에서 교육받았다. 그 학교를 떠난 후 그는 샌드허스트 왕립 군사학교를 지원했다.

## 1차 대전과 전간기
1915년 왕립군사학교를 졸업한 이후 뎀프시는 왕립 버크셔 여단에 참여했다. 그는 서부 전선에 참전했다.